# Dietmar Ossenberg

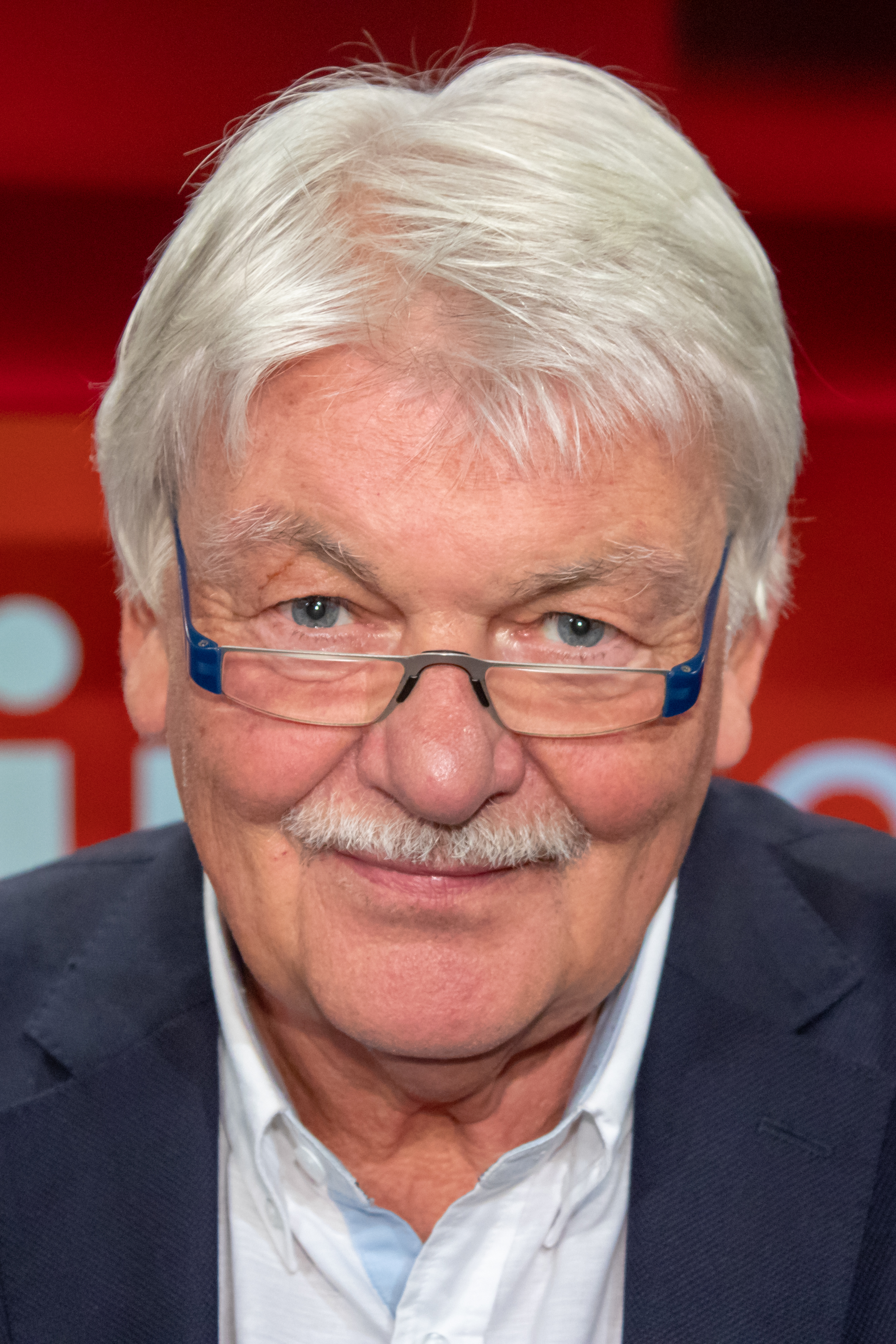
Dietmar Ossenberg (2018)

Dietmar Ossenberg (* 3. April 1950 in Recklinghausen) ist ein ehemaliger deutscher Journalist und Fernsehmoderator.

## Leben
Dietmar Ossenberg absolvierte nach seinem Abitur 1969 am Moll-Gymnasium Mannheim ein Studium der Politikwissenschaft, Soziologie und des Öffentlichen Rechts und ist seit 1979 für das ZDF tätig. Bis 1980 arbeitete er freiberuflich in der Hauptredaktion „Innenpolitik“.
Danach war er Leiter im Bereich Fernsehen des Hessischen Rundfunks in Wiesbaden und Leiter des Magazins Parlament, Parteien, Perspektiven. Ab 1990 war er in der Abteilung „Innenpolitik“ des ZDF zuständig für die Sendungen blickpunkt und DDR auf dem Weg. Während des Zweiten Golfkrieges berichtete er als Reporter für die Nachrichtensendungen. 
Bei seinem Wechsel zum Bereich „Außenpolitik“ im Juli 1992 übernahm Dietmar Ossenberg die Leitung der ZDF-Redaktion des Magazins auslandsjournal, welche er bis Dezember 1993 innehatte. Seit Januar 1994 leitete er das Sendestudio des ZDF in der ägyptischen Hauptstadt Kairo. Dort war er bis August 2001 tätig. 
Dann wurde er Leiter der Hauptredaktion Außenpolitik im ZDF und Moderator der Sendung auslandsjournal. Außerdem präsentierte Dietmar Ossenberg bei aktuellen Ereignissen die Sondersendung ZDF spezial.
Seit 2009 war er wieder als Korrespondent in Kairo tätig. Sein Nachfolger als Leiter der Hauptredaktion Außenpolitik im ZDF war Theo Koll, bekannt aus der ZDF-Sendung Frontal21. Ossenberg berichtete 2011 u. a. von der Revolution in Ägypten und verfolgte den Bürgerkrieg in Libyen. Zum 31. August 2015 wechselte er in den Ruhestand.